# Enez Eussa III
L’Enez Eussa III est un navire côtier qui assure la desserte quotidienne des îles d'Ouessant et Molène dans le Finistère. Il est la propriété du Conseil général du Finistère, lequel a attribué à Keolis la délégation de service public vers ces îles le 1er janvier 2009 pour sept ans, sous la marque Penn ar Bed.

## Lignes desservies
- Brest > Le Conquet > Molène > Ouessant
- Le Conquet > Molène > Ouessant

## LesEnez EussaIetII
C'est en 1905 en Écosse, que fut construit le Yoskil. Ce vapeur, long de 39 mètres pour une largeur de 6,30 mètres, appartenait au prince (puis tsar) de Bulgarie Ferdinand Ier jusqu'en 1918. C'est alors qu'il fut rattaché à la 5e escadrille de patrouille du port de Brest pendant quatre ans, sous le nom de Coccinelle I. En 1921, il est vendu à un armateur de Granville, qui le rebaptise Celuta et décide de le mettre au service des passagers entre Granville et les îles de Chausey et Guernesey. Mais victime de la concurrence d'un autre transporteur, l'armateur doit liquider son affaire en Manche.
En 1924 le département du Finistère acquiert le Celuta pour 90 000 francs. Il entame les liaisons entre Brest et l'île d'Ouessant le 26 novembre 1924. Le 4 juillet 1925 un nouveau nom est apposé sur sa coque : Enez Eussa.
En hiver l’Enez Eussa peut transporter 250 passagers, contre 350 à la belle saison. Pendant près de cinq ans le vapeur est armé par la Société des chemins de fer départementaux.
Le 4 janvier 1930, l’Enez Eussa, alors à quai au port de commerce de Brest, est abordé par le Stanleyville, un cargo belge en escale. Réparé tant bien que mal, le Bureau Veritas impose trois ans plus tard au navire une refonte totale. Ce seront les chantiers nantais Dubigeon qui assureront les travaux. Deux mois plus tard l’Enez Eussa reprend du service en mer d'Iroise.
À l'approche de la seconde guerre mondiale l’Enez Eussa est réquisitionné pour le service de la Marine nationale le 27 août 1939.
Mais l'armée allemande le récupère afin d'assurer le transport des troupes entre Ouessant et le continent. Il est alors équipé de deux mitrailleuses et considéré par les Alliés comme un vaisseau de guerre ; raison pour laquelle il est mitraillé par les Anglais le 10 avril 1943. Le 12 août 1944 l’Enez Eussa est coulé à l'embouchure de l'Élorn.
Localisé et renfloué en 1945 le vieux vapeur est envoyé pour réparations aux Chantiers Dubigeon. Dix-huit mois plus tard il reprend ses liaisons entre le continent et Ouessant. Sa machine à vapeur a été remplacée par deux moteurs Baudouin de 300 CV en mai 1949. Plus rapide (11 nœuds au lieu de 9) et plus sûr, le bateau continue ses liaisons. En 1956, l’Enez Eussa part pour l'Angleterre. Une équipe d'experts est en effet missionnée pour visiter un petit paquebot susceptible de le remplacer. Cela n'aboutira finalement pas. À son retour l’Enez Eussa est une nouvelle fois remis en condition pour assurer son service en mer d'Iroise.

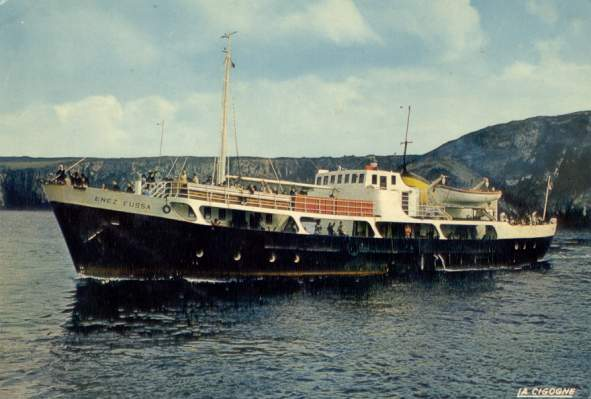
Le bateau Enez-Eussa II à Ouessant.

En 1960, le département lance la construction de son successeur, l’Enez Eussa II, qui est achevée en septembre 1960. Alors que l’Enez Eussa boucle sa dernière rotation, le nouveau navire effectue son voyage inaugural le 16 février 1961. L’Enez Eussa II assure alors la liaison entre Brest, Le Conquet, Molène et Ouessant quasi-quotidiennement. Il est aidé en saison par d'autres navires tels que le Bugel Eussa, une vedette plus rapide entrée en service en 1969 et désarmée en 1986, ou encore le Fromveur, entré en flotte en 1977 et mis hors service en 2011 (remplacé par le Fromveur II).

## L’Enez EussaIII
Dès la fin des années 1980 le département projette de faire construire un nouveau navire de haute mer afin de remplacer l’Enez Eussa II qui approche la quarantaine, mais aussi dans le but de reprendre une grande partie du fret alors transporté par la Fée de l'Aulne, un ancien navire de pêche en bois.
Les études sont engagées et la construction commence en 1990. Quelques mois plus tard l’Enez Eussa III entre en flotte. Beaucoup plus imposant par sa taille, le navire de 45 mètres de long affiche une jauge de 449 UMS. Il dispose de tout le confort des navires modernes avec une capacité de transport de 314 passagers et 30 tonnes de fret.
Peu après sa mise en service, l’Enez Eussa III subit un grave incident. Encore en période de « rodage » le navire subit une panne de tous ses appareils de navigation[réf. nécessaire]. Il entre à pleine vitesse dans le port de Molène et menace de s'écraser contre la digue. Heureusement grâce à la réactivité du commandant, les deux ancres sont mouillées, ce qui parvient à immobiliser le navire dans un fracas qui alerte les îliens.
Alors que l’Enez Eussa II est désarmé en 1992, le Service maritime départemental (SMD) change de nom et devient la compagnie maritime Penn ar Bed.
À l'occasion de la mise en service de l’André Colin en 1995, l’Enez Eussa III subit une profonde refonte. Les intérieurs sont refaits à neuf, un bar est aménagé au pont supérieur, la passerelle est modernisée et rééquipée.
En 2000, la Fée de l'Aulne, qui assurait toujours une petite partie du transport de fret vers les îles est désarmée. Elle laisse place à un caboteur performant : le Molenez. Une entrée en flotte qui va permettre de soulager l’Enez Eussa III.

## Constitution du navire

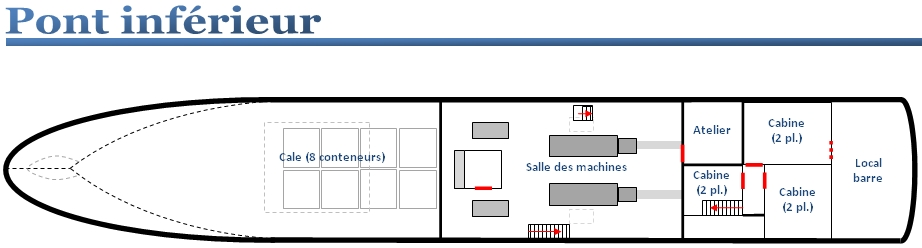

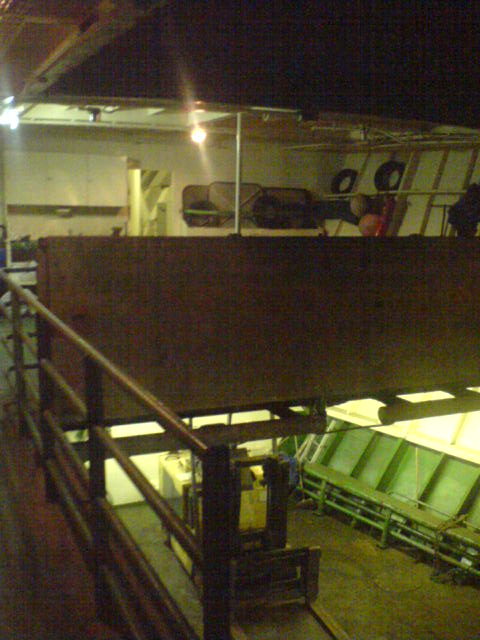
Les deux niveaux de cale
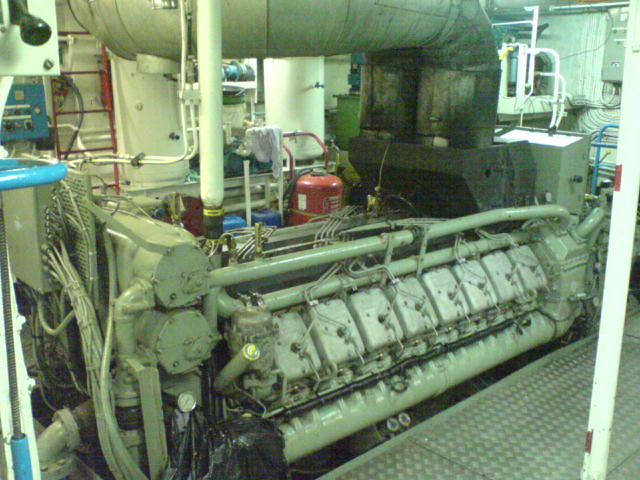
Le moteur principal tribord
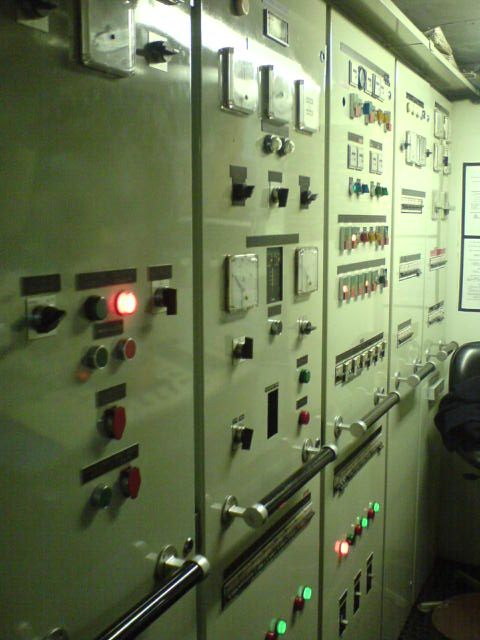
Les tableaux électriques
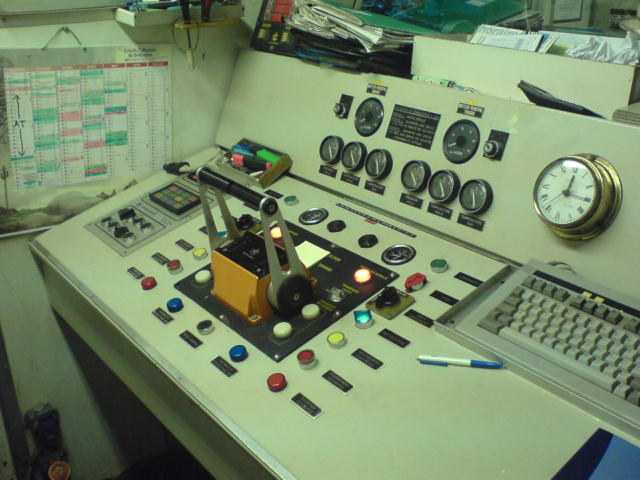
Le PC machine
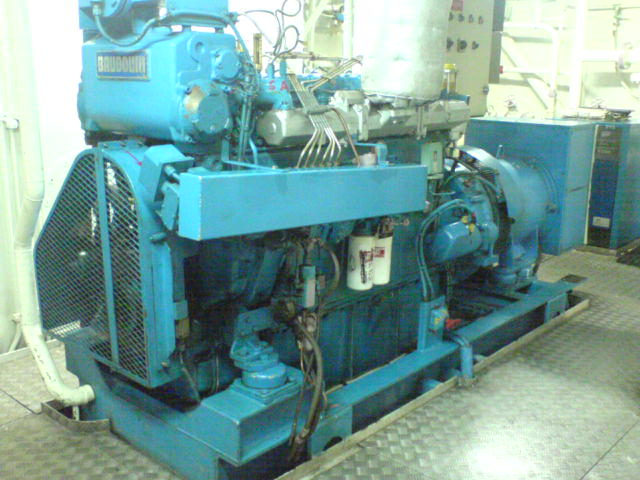
Le groupe électrogène bâbord
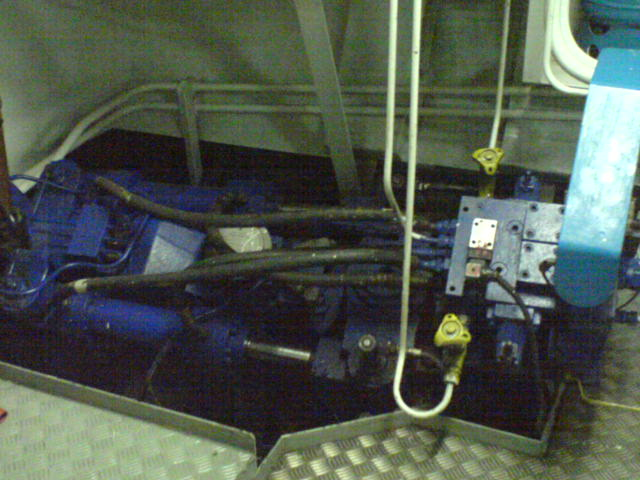
Le stabilisateur anti-roulis bâbord
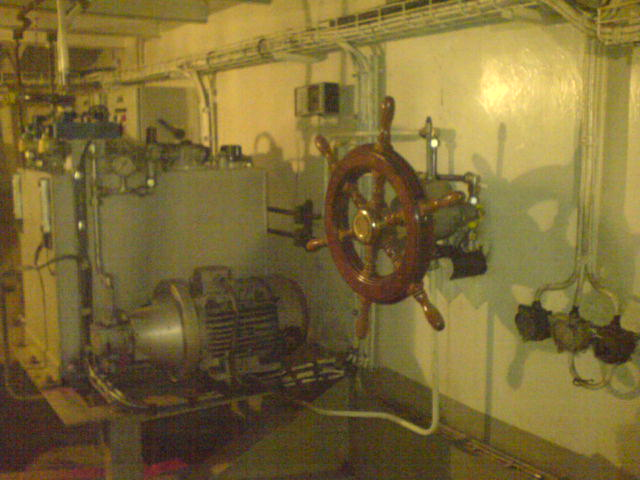
Le local barre

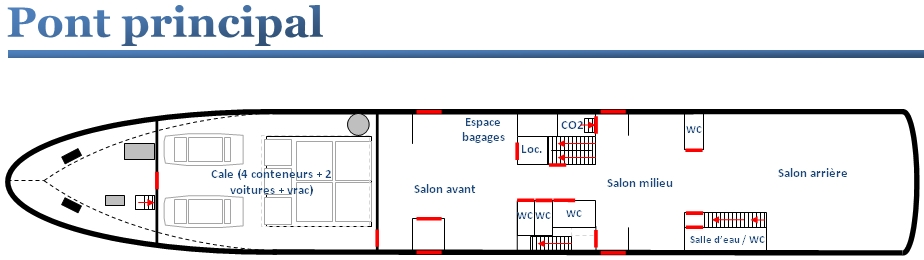

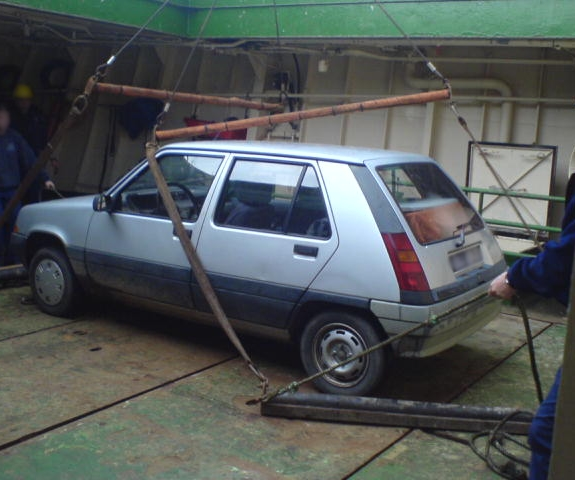
Dépose du véhicule dans la cale
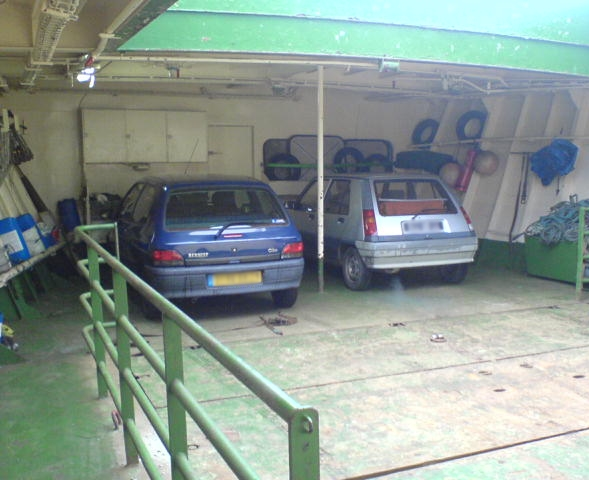
Cale ouverte avec véhicules arrimés
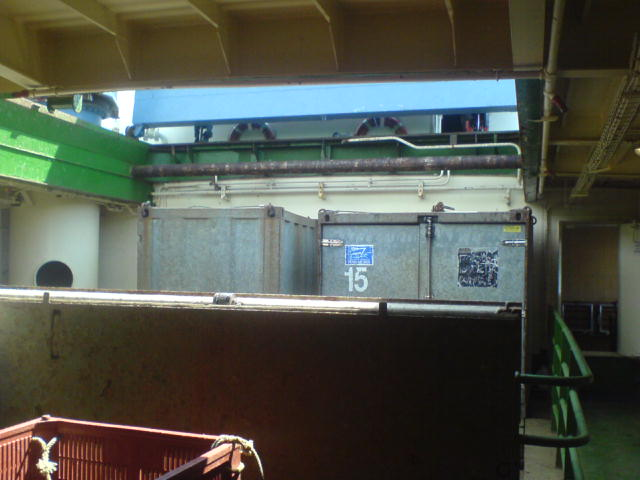
Cales ouvertes
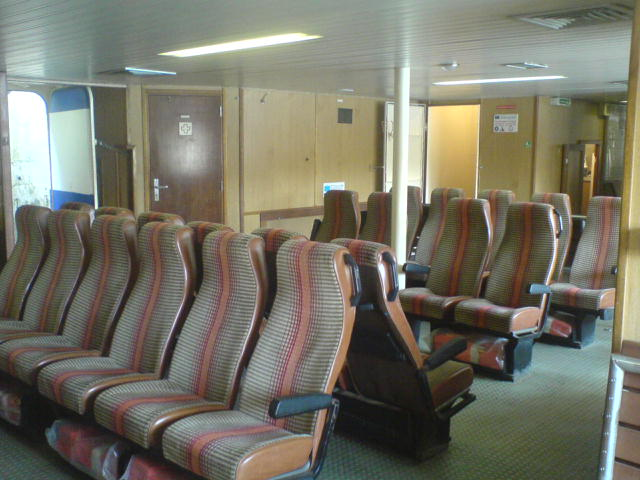
Salon avant
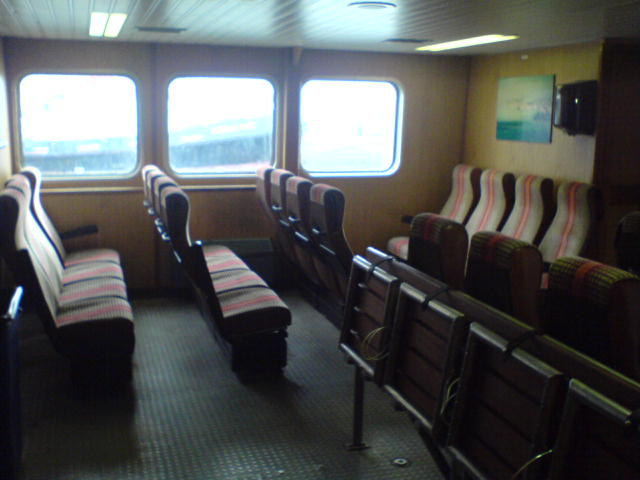
Salon avant
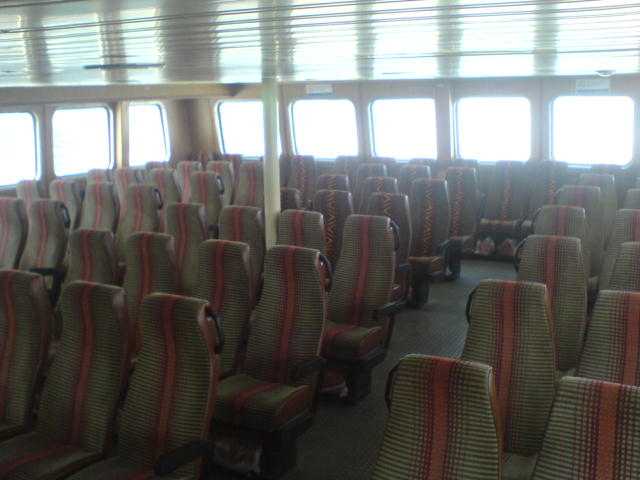
Salon arrière

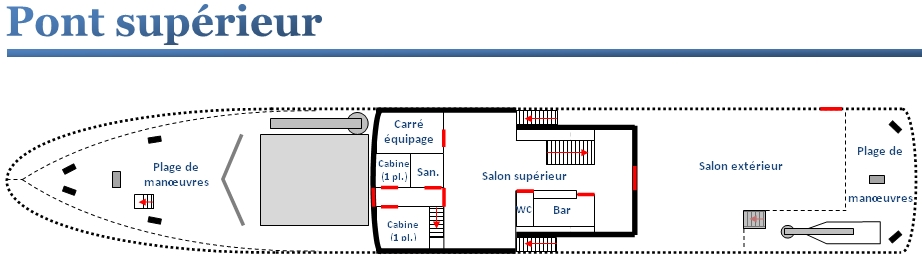

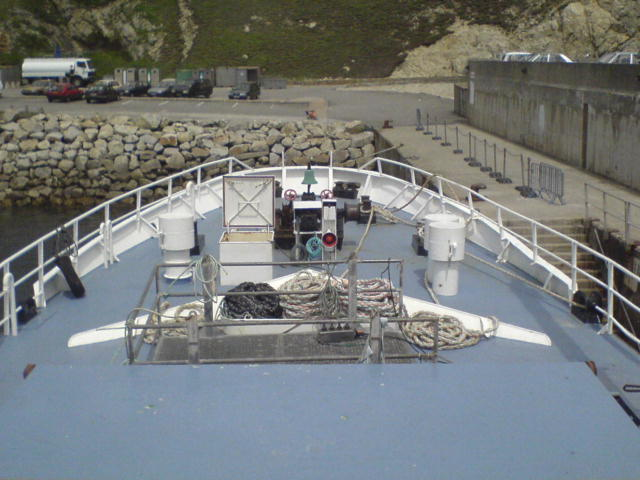
Plage de manœuvres avant
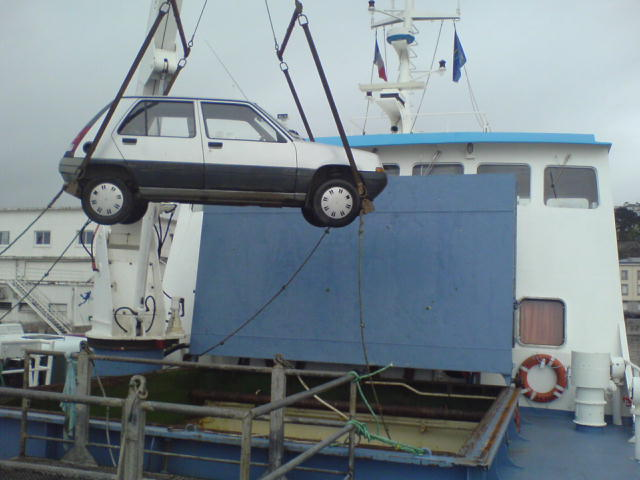
Chargement véhicule
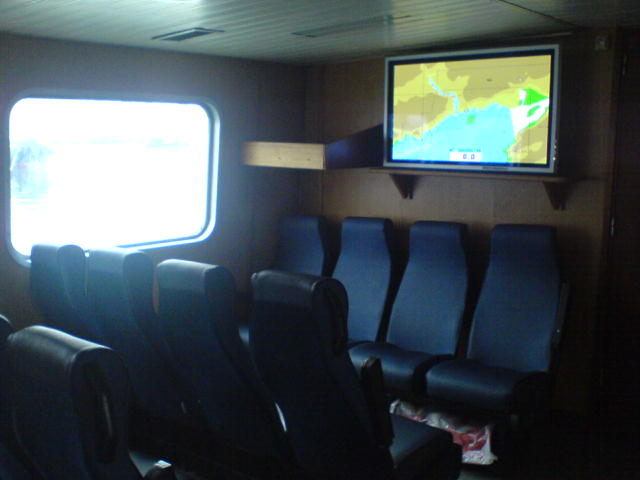
Salon supérieur
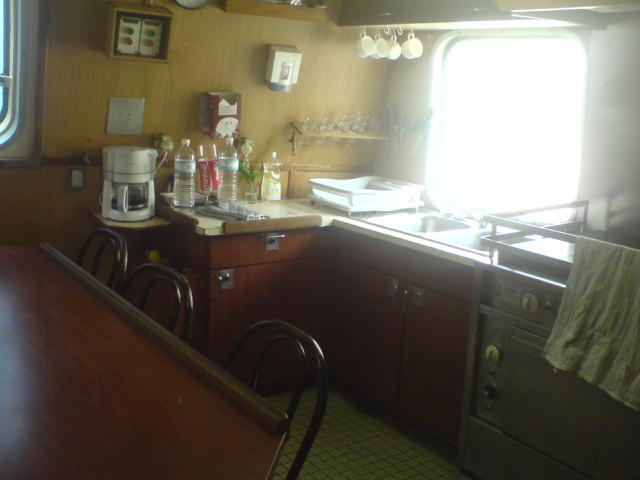
Carré équipage
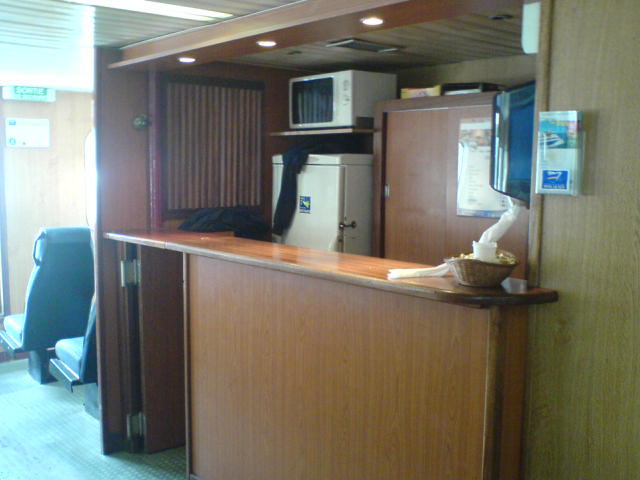
Bar

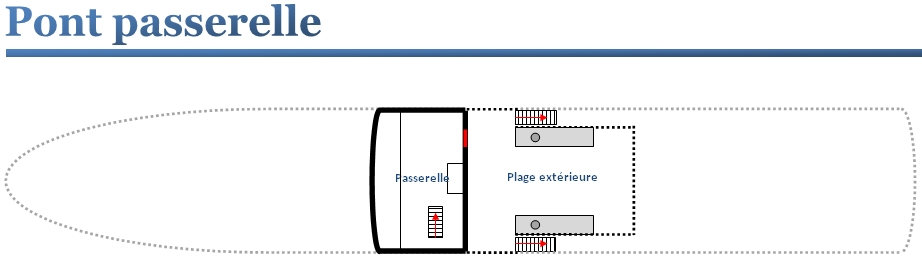

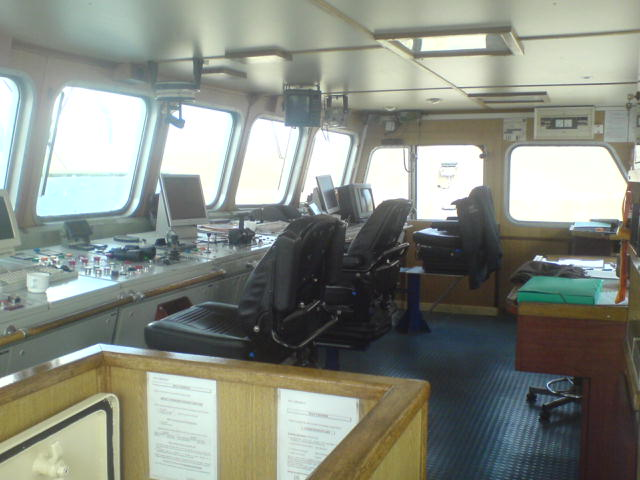
Passerelle
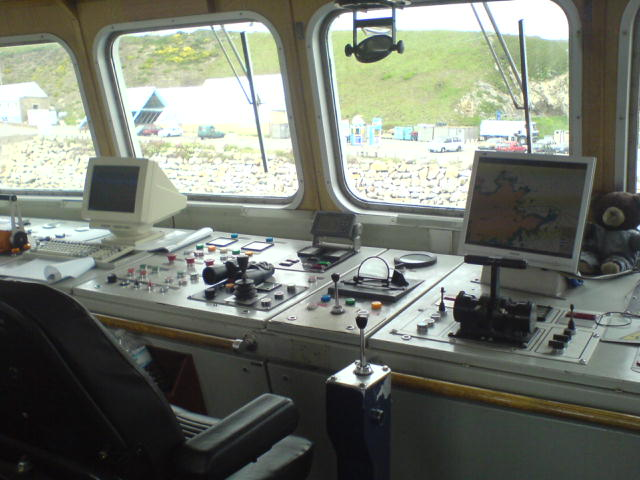
« Tableau de bord »

## 2010: grands travaux
Dans le cadre du plan de rénovation de la flotte engagé par la Penn ar Bed, l’Enez Sun 3 et l’Enez Eussa III ont été successivement acheminés aux chantiers navals Piriou de Concarneau pour y subir une profonde refonte de 3 mois chacun, pour un coût total de 4,1 millions d'euros.
Le premier des deux à rejoindre le chantier a été l’Enez Sun 3. Entré en service la même année que l’Enez Eussa III, ce ferry côtier de 33,5 mètres assure la liaison Audierne - Sein. Il est sorti des chantiers fin décembre 2009.

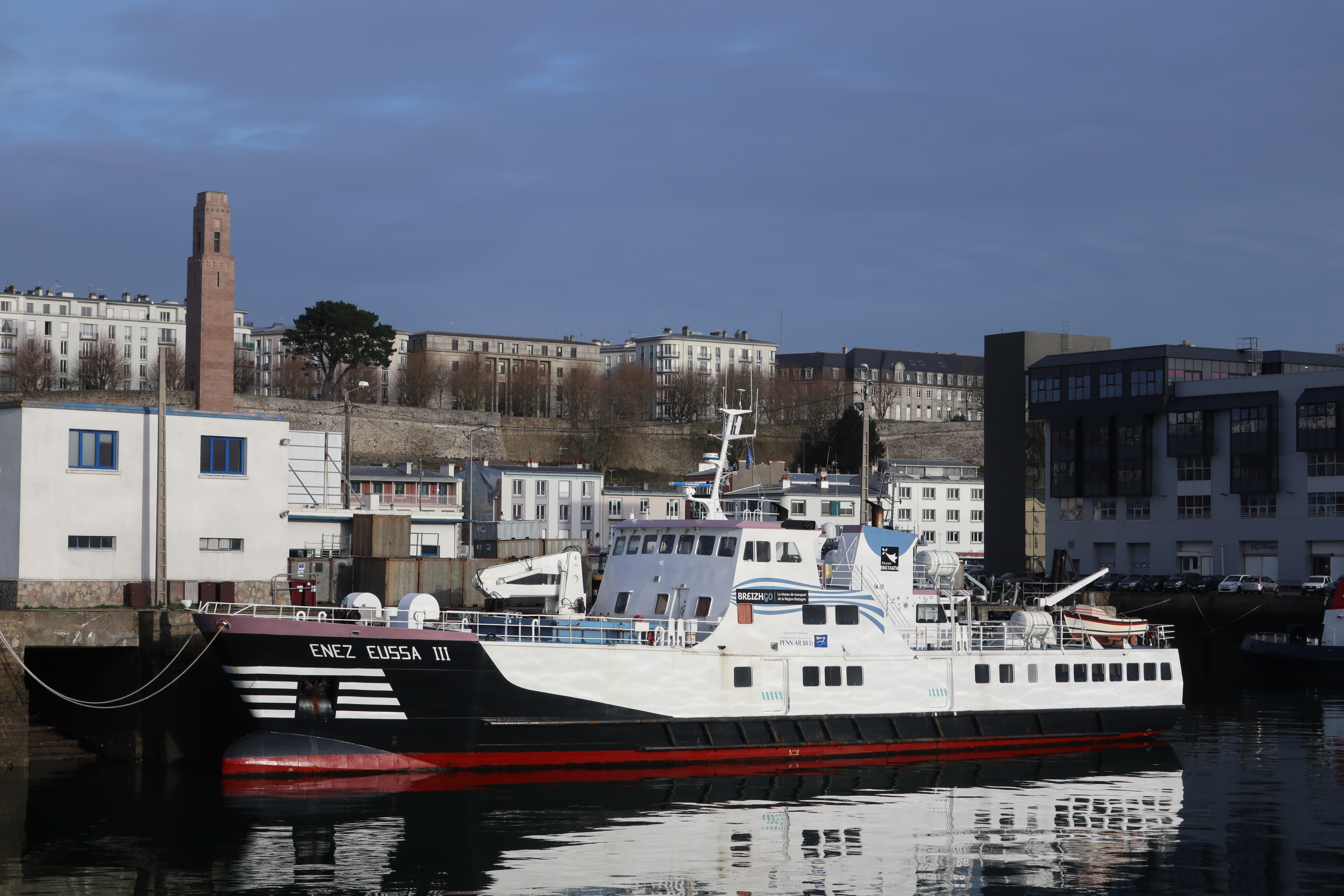
LEnez-Eussa III avec sa livrée BreizhGo en décembre 2018.

Ce fut ensuite au tour de l’Enez Eussa III d'occuper les chantiers jusqu'en avril 2010. Parmi les travaux entrepris :
- installation d'un bulbe d'étrave afin d'optimiser la stabilité en tangage et la vitesse du navire ;
- installation d'un réseau sprinkler, rendu obligatoire sur les navires à passagers ;
- rénovation complète des intérieurs (salons passagers, cabines, sanitaires, carré, passerelle, équipements...) ;
- réaménagements mineurs (transformation de l'infirmerie en espace bagages) ;
- remplacement de la grue de chargement à bras unique par une grue articulée plus adaptée ;
- doublement des cloisons de cale et de machine ;
- peinture de coque.

L’Enez Eussa III peut désormais reprendre la mer pour une bonne dizaine d'années.